# Parc de Fellman
Le parc de Fellman (finnois : Fellmaninpuisto) est un parc du quartier de Kartano à Lahti en Finlande.

## Présentation
Le parc de Fellman est construit, dans les années 1950, sur une partie de l'ancien territoire du manoir de Fellman.
Le parc à une superficie d'environ 5 hectares. Il est bordé par les rues Ståhlberginkatu, Kyösti Kallio katu et Paasikivenkatu.
Le parc regorge de grands arbres à feuilles caduques et de nombreuses autres plantes.
Le parc Fellman a une aire de jeux et un étang avec une fontaine.
Près de l'étang, la statue en bronze de Jussi Mäntynen, représentant trois cygnes volants, a été dévoilée en 1961. Elle est nommée s'élever vers la lumière.
Une sculpture identique, dévoilée en 1959, est située dans le parc Puolalanpuisto à Turku.
À Turku, la sculpture s'appelle les cygnes.